# Michael Daugherty
Michael Kevin Daugherty (Cedar Rapids (Iowa), 28 april 1954) is een Amerikaans componist en muziekpedagoog. Hij is zoon van een slagwerker uit een dansorkest en heeft vier broers, die allemaal actief zijn in de muziek.

## Levensloop

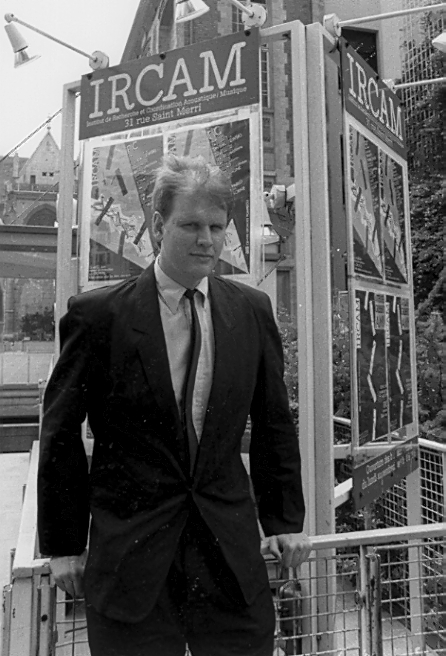
Daugherty aan het IRCAM 1979

Daugherty groeide muzikaal op als toetsenist (onder andere hammondorgel) in jazz-, rock- en funkbands in Iowa en speelde in de plaatselijk muziekgroep The Soul Company. Van 1972 tot 1976 studeerde hij jazzuitvoering en compositie aan de Universiteit van Noord-Texas in Denton (Texas). In 1976 vertrok hij naar New York en studeerde compositie aldaar aan de Manhattan School of Music. In zijn vrije tijd speelde hij piano voor "Modern Dance Companies". In de volgende jaren wisselde hij voortdurend tussen de Nieuwe en de Oude wereld; met een studiebeurs uit het Fulbright-programma kon hij tegelijkertijd in Parijs compositie van computermuziek bij Pierre Boulez aan het Institut de recherche et coordination acoustique/musique (IRCAM) (1979-1980) en aan de Yale School of Music in New Haven (Connecticut) bij Earle Brown, Jacob Druckman, Bernard Rands en Roger Reynolds studeren. In deze tijd werkte hij ook met de jazzarrangeur Gill Evans in New York samen.
Van 1982 tot 1984 leefde hij in Amsterdam en studeerde toen bij György Ligeti, terwijl die in Hamburg doceerde. In 1985/86 promoveerde hij tot Ph.D. (Philosophiæ Doctor) aan de Yale School of Music in New Haven (Connecticut).
Na zijn terugkomst in Amerika verzorgde hij live synthesizerconcerten met eigen werk met klassieke stomme films en speelde jazzpiano in lounges en nachtclubs.
Van 1986 tot 1991 was hij assistent-professor voor compositie aan het Oberlin Conservatory of Music in Oberlin (Ohio). In 1991 werd hij uitgenodigd om Leslie Bassett als professor voor compositie aan de "School of Music" van de Universiteit van Michigan in Ann Arbor te vervangen. Van 1998–2001 was hij - naast William Bolcom - tweede voorzitter van de afdeling compositie en vanaf 2002-2006 was hij hoofd van deze afdeling bij de Universiteit van Michigan. Hij was in deze functie ook jurylid van instituten en organisaties, die bekende compositiewedstrijden organiseren, bijvoorbeeld de Broadcast Music Incorporated (BMI) Student Composers Awards, de Guadeamus International Composers Competition en de Detroit Symphony Orchestra's Elaine Lebenborn Award for Female Composers.
Zijn doorbraak als componist beleefde hij in 1987 toen zijn werk Snap! de Kennedy Center Friedheim Award won. Sindsdien heeft hij als componist een niche in de muziekwereld gevuld die uitsluitend door hem werd bediend: het schrijven van concertmuziek geïnspireerd door hedendaagse Amerikaanse popcultuur. Zijn Metropolis Symfonie voor orkest, en Bizarro voor harmonieorkest behoren naast Desi voor harmonieorkest in deze categorie. Hij ontving voor zijn werken talrijke prijzen en onderscheidingen, zoals de "lovende erkenning" van de American Academy and Institute of Arts and Letters en studiebeurzen van bekende inrichtingen en organisaties.
Daugherty was huiscomponist van bekende instellingen zoals Detroit Symphony Orchestra (1999–2003), Louisville Orchestra (2000), Colorado Symphony Orchestra (2001–02), Cabrillo Festival of Contemporary Music (2001–04, 2006–08), Westshore Symphony Orchestra (2005–06), Eugene Symphony (2006), het Henry Mancini Institute (2006) en het Music from Angel Fire Chamber Music Festival (2006).

## Composities

### Werken voor orkest

#### Symfonieën
- 1988-1993 Metropolis Symfonie, voor orkest
  1. Lex
  2. Krypton
  3. MXYZPTLK
  4. Oh Lois!
  5. Red Cape Tango
- 2003 Once Upon a Castle - symphonie concertante, voor orgel en orkest
  1. The Winding Road to San Simeon
  2. Neptune Pool
  3. Silent Movies
  4. Rosebud

#### Concerten voor instrumenten en orkest
- 1996 Le Tombeau de Liberace, voor piano en kamerorkest
  1. Rhinestone Kickstep
  2. How Do I Love Thee?
  3. Sequin Music
  4. Candelabra Rhumba
- 1998-1999 Spaghetti Western, concert voor althobo en orkest
  1. Strade Vuote (Empty Streets)
  2. Assalto all'oro (Gold Rush)/ La diligenza fantasma (The Phantom Stagecoach)
  3. Mezzogiorno di fuoco (Noon of Fire)
- 1998-1999 Hell's Angels, voor fagotkwartet en orkest
- 1999 U.F.O., voor slagwerk en orkest (geschreven voor en opgedragen aan de slagwerkster Evelyn Glennie)
  1. Traveling Music
  2. Unidentified
  3. Flying
  4. Objects
- 2003 Fire and Blood, voor viool en orkest
- 2003 Raise the Roof, voor pauken solo en orkest
- 2006 Bay of Pigs, voor klassieke gitaar en strijkorkest
  1. Havana Dreams
  2. Waterfall
  3. Anthem
- 2007 Deus ex Machina, voor piano en orkest
  1. Fast Forward (Di andata veloce)
  2. Train of Tears
  3. Night Steam
- 2009 Gee's Bend, voor elektrische gitaar en orkest
  1. Housetop
  2. Grandmother's Dream
  3. Washboard
  4. Chicken Pickin'
- 2010 Trail of Tears, voor dwarsfluit en orkest
  1. where the wind blew free
  2. incantation
  3. sun dance

#### Andere werken voor orkest
- 1987 Snap!, voor kamerorkest
- 1989-1994 Strut, voor strijkorkest
- 1996 Concrete Jungle, voor strijkkwartet en orkest
- 1996 Leap Day, voor jeugdkorkest
- 1998 Route 66, voor orkest
- 1999 Sunset Strip, voor kamerorkest
  1. 7pm
  2. Nocturne
  3. 7am
- 2000-2001 MotorCity Triptych, voor orkest
- 2001 Philadelphia Stories, voor orkest
  1. Tell-Tale Harp
  2. Sundown on South Street
  3. Bells for Stokowski
- 2002 Pachelbel's Key, voor jeugdorkest
- 2003 Time Machine, voor drie dirigenten en orkest
  1. Past is a musical journey into a time long ago
  2. Future
- 2004 Tell My Fortune
  1. Palm
  2. Crystal
  3. Card
- 2005 Ghost Ranch, voor orkest
  1. Bone
  2. Above Clouds
  3. Black Rattle
- 2008 March of the Metro, voor orkest
- 2009 Troyjam, voor spreker en orkest - tekst: Anne Carson
- 2010 Mount Rushmore, voor gemengd koor en orkest
  1. George Washington
  2. Thomas Jefferson
  3. Theodore Roosevelt
  4. Abraham Lincoln

### Werken voor harmonieorkest
- 1991 Desi (ter hulde aan Desi Arnaz (1917-1987))[1]
- 1992-1994 Bizarro
- 1993/1999 Red Cape Tango
- 1997 Niagara Falls (opgedragen aan H. Robert Reynolds)
- 2000 U.F.O., voor slagwerk en harmonieorkest
- 2001 Rosa Parks Boulevard, voor 3 trombones en harmonieorkest
- 2002 Bells for Stokowski
- 2002 Alligator Alley, voor jeugdharmonieorkest
- 2005 Brooklyn Bridge, voor klarinet solo en harmonieorkest
  1. East (Brooklyn and Brooklyn Heights)
  2. South (Statue of Liberty)
  3. West (Wall Street and the lower Manhattan skyline which was once dominated by the World Trade Towers)
  4. North (Empire State Building, Chrysler Building, and Rockefeller Center)
- 2006 Ladder to the Moon, voor viool solo, blaasoktet, contrabas en slagwerk
  1. Night, New York
  2. Looking Up
- 2007 Asclepius fanfare, voor koperblazers en slagwerk
- 2007 Raise the Roof, voor pauken en harmonieorkest (Ostwald Award winnaar in 2007)

### Muziektheater

#### Opera's
| Voltooid in | titel    | aktes   | première                                    | libretto          |
| ----------- | -------- | ------- | ------------------------------------------- | ----------------- |
| 1995-1997   | Jackie O | 2 aktes | 14 maart 1997, Houston, Houston Grand Opera | Wayne Koestenbaum |

### Vocale muziek
- 1995 What's That Spell?, voor twee sopranen en kamerensemble
- 2009 Letters from Lincoln, voor bariton en orkest

### Kamermuziek
- 1987 Blue Like an Orange, voor groot ensemble (piccolo, hobo, Es klarinet, basklarinet, trompet, hoorn, bastrombone, 3 slagwerkers, synthesizer, viool, altviool, cello, contrabas)
- 1988 Bounce, voor twee fagotten
- 1991 Beat Boxer, voor strijkkwartet en geluidsband
- 1991 Flamingo, voor kamerensemble (piccolo, dwarsfluit, hobo, klarinet, fagot, hoorn, 2 trompetten, bastrombone) 2 slagwerkers, 6 tamboerijnes (2 solo's) piano en strijkkwintet
- 1991 Firecracker, voor hobo en kamerensemble (dwarsfluit/piccolo, basklarinet, slagwerk, piano, viool en cello)
- 1991 Viola Zombie, voor twee altviolen
- 1992 Sing Sing: J.Edgar Hoover, voor strijkkwartet en geluidsband
- 1993 Dead Elvis, voor fagot en kamerensemble (klarinet (of althobo), trompet, trombone, slagwerk, viool, contrabas)
- 1993 Elvis Everywhere, voor strijkkwartet en geluidsband
- 1994 Shaken not Stirred, voor drie slagwerkers en contrabas
- 1994 Lounge Lizards, voor twee piano's en 2 slagwerkers
- 1994 Motown Metal, voor groot koperensemble (4 hoorns, 4 trompetten, 2 trombones, bastrombone, tuba) en 2 slagwerkers
- 1994 Paul Robeson Told Me, voor strijkkwartet en geluidsband
- 1995 Timbuktuba, voor koperblazers (4 eufoniums, 2 tuba's) en slagwerk
- 1996 Yo amaba a Lucy (I Loved Lucy), voor dwarsfluit en gitaar
- 1996 Jackie's Song, voor cello solo en kamerensemble (dwarsfluit/piccolo, klarinet, slagwerk)
- 1997 Sinatra Shag, voor kamerensemble (dwarsfluit, basklarinet, slagwerk, piano, viool en cello)
- 1999 U.F.O. voor slagwerk solo en piano
- 2000 The High and the Mighty, voor piccolo en piano
- 2004 Crystal, voor dwarsfluit, altfluit en piano
- 2005 Walk the Walk, voor baritonsaxofoon (of basklarinet of contrafagot) en slagwerk
- 2006 Diamond in the Rough, voor viool, altviool en slagwerk
- 2006 Bay of Pigs, voor strijkkwartet of strijkkwintet
- 2006 Regrets Only, voor viool, cello en piano

### Werken voor piano
- 1985 Piano Plus
- 2001 Monk in the Kitchen, variaties voor piano over Thelonious Monks "Round Midnight"
- 2002 Venetian Blinds

### Werken voor slagwerk
- 2000 Used Car Salesman, voor slagwerkkwartet

## Media
1. ↑  Desi door Muziekvereniging Wilhelmina Glanerbrug o.l.v. Fried Dobbelstein. Gearchiveerd op 26 november 2024.

- Bibliothèque nationale de France: cb13981672j (data)
- Catàleg d'autoritats de noms i títols de Catalunya: 981058513085206706
- CiNii: DA10107634
- Gemeinsame Normdatei: 132421488
- International Standard Name Identifier: 0000 0000 8121 019X
- Library of Congress Control Number: no92023457
- Nationale Bibliotheek van Letland: 000186036
- MusicBrainz: f9f6e684-2351-4bc1-80e5-dac354726280
- Nationale Bibliotheek van Tsjechië: xx0183986
- Nationale Bibliotheek van Israël: 987007329886205171
- Nederlandse Thesaurus van Auteursnamen: 404318479
- SNAC: w66m3thp
- Système universitaire de documentation: 166470023
- Virtual International Authority File: 42034256
- WorldCat: E39PBJghrDmWy9v4jjKx4WBtrq